# 용인대일초등학교
용인대일초등학교는 대한민국 경기도 용인시 수지구에 있는 공립 초등학교로, 2003년에 개교되었다.

## 학교 연혁
- 2003년 1월 7일 용인대일초등학교 설치 인가
- 2003년 3월 1일 초대 심명재 교장 취임
- 2003년 3월 3일 용인대일초등학교 개교식(20학급)
- 2003년 3월 4일 입학식 (4학년- 남53명, 여65명, 총 118명)
- 2003년 4월 1일 학교 운영위원회 총회, 학교교가 제정
- 2003년 5월 30일 인라인스케이트장 개장
- 2004년 2월 5일 교수학습 자료실 신설
- 2004년 2월 13일 제1회 졸업식
- 2004년 8월 10일 학교도서관, 제2과학실 시설 구축
- 2005년 2월 15일 제2회 졸업식
- 2005년 3월 2일 개학식 및 신입생 입학식
- 2006년 2월 14일 제3회 졸업식
- 2006년 3월 1일 30학급 편성
- 2007년 2월 14일 제4회 졸업식
- 2007년 3월 2일 개학식 및 신입생 입학식
- 2007년 4월 27일 제2컴퓨터실 신축개관
- 2008년 2월 15일 제5회 졸업식
- 2008년 3월 1일 제2대 김학련 교장선생님 부임
- 2008년 3월 3일 입학식(초30학급, 특수1학급, 유치원1학급 편성)
- 2009년 2월 13일 제6회 졸업식
- 2009년 3월 2일 입학식(초29학급, 특수1학급, 유치원1학급 편성)
- 2010년 2월 13일 제7회 졸업식
- 2010년 3월 2일 입학식(초30학급, 특수1학급, 유치원1학급 편성)
- 2011년 2월 16일 제8회 졸업식(172명)
- 2011년 3월 1일 제3대 박찬우 교장선생님 부임
- 2011년 3월 2일 입학식(초26학급, 특수1학급, 유치원1학급 편성)
- 2012년 2월 17일 제9회 졸업식(162명)
- 2012년 3월 2일 입학식(초25학급, 특수1학급, 유치원1학급편성)
- 2013년 2월 15일 제10회 졸업식(147명)
- 2013년 3월 4일 입학식(초22학급, 특수1학급, 유치원1학급 편성)
- 2014년 2월 14일 제11회 졸업식(112명)
- 2014년 3월 3일 입학식(초22학급, 특수1학급, 유치원1학급 편성)
- 2015년 2월 13일 제12회 졸업식(99명)
- 2015년 3월 1일 제4대 임기모 교장선생님 부임
- 2015년 3월 2일 입학식(초22학급, 특수1학급, 유치원1학급 편성)
- 2016년 2월 17일 제13회 졸업식(108명)